# Lantos Piroska
Lantos Piroska (Sarah de Lantos) (Szentes, 1955. február 7. – New York, 1985. január 1.) magyar modell, manöken.

## Élete
Piroska 18 évesen, érettségi után költözött Budapestre. Már kamaszként hetente szerepelt divatbemutatókon, tudatosan kezdte használni a szépségét. 175 centiméteres magasságával egyenesen kitűnt a többi lány közül. Kislánykorában kosárlabdázott. Egy zalaegerszegi tervező meghívta bakfismanökennek. A Magyar Divat Intézetbe jelentkezett, ahol Nádor Vera jószerivel csak végigmérte, s máris alkalmazta. Elvégzett egy kétéves manekenképző tanfolyamot. Egy filmforgatáson pedig – Ez a divat címmel készült film Sándor Pál rendezésében –, megkérdezte tőle Módos Gábor: volna-e kedve fotózni? Kedvet érzett, és fotómodellként is sikeres lett.

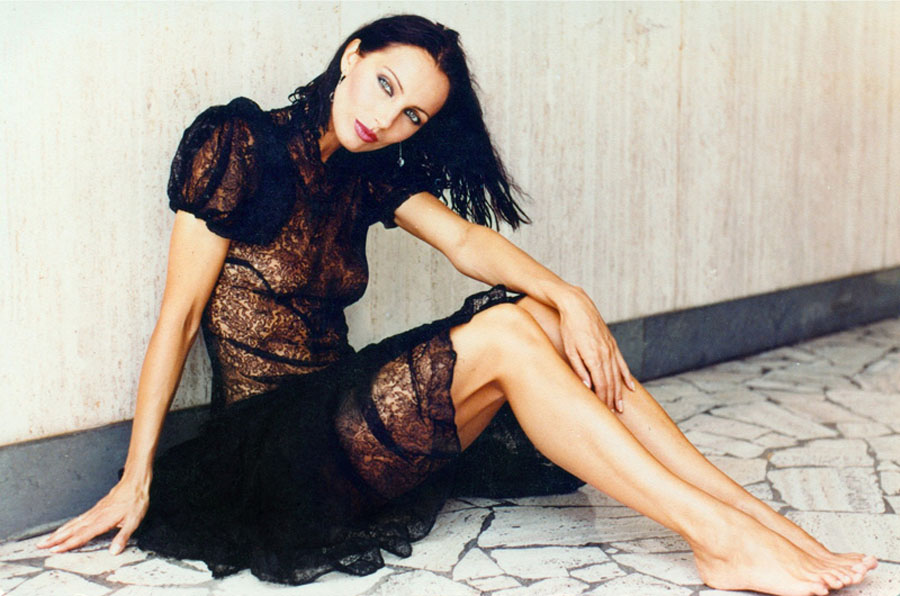
Módos Gábor fényképe

22 évesen külföldön is mutatott be ruhákat. Párizsban például a Chanel-divatháznál is modellkedett, majd az USA-ban is foglalkoztatták.
Az 1976-os MODEFEST nemzetközi divatfesztiválon (Hvar) Dominga Lakhan lett a MISS MANEKEN verseny első helyezettje, Lantos Piroska a második . Képes beszámolóval jelentkezett Lengyel Miklós fotóművész az eseményről. Párizsból egy kimagasló manöken, Pia Isa nyerte el a legjobb fotómodell címet ezen a fesztiválon. Kiküldött munkatárs volt még Zsigmond Márta, Lengyel Miklós, Módos Gábor és Komlósi Gábor.
Az egy hétig tartó divatbemutatón 24 ország vett részt. Hazánkat a Magyar Divat Intézet és az OKISZ Labor képviselte, 50 modellel. Nemcsak magyar ruhákat mutattak be erős mezőnyben (77 manöken indult), hanem egymás után kérték fel őket a külföldi cégek, ruháik bemutatására. Az OKISZ Labor kékfestő ruhái után például Nina Ricci- és svéd ruhákat mutattak be a magyar manökenek. Csató Mari, Szentpéteri Györgyi és Schmidt Bea képviselték még Magyarországot.

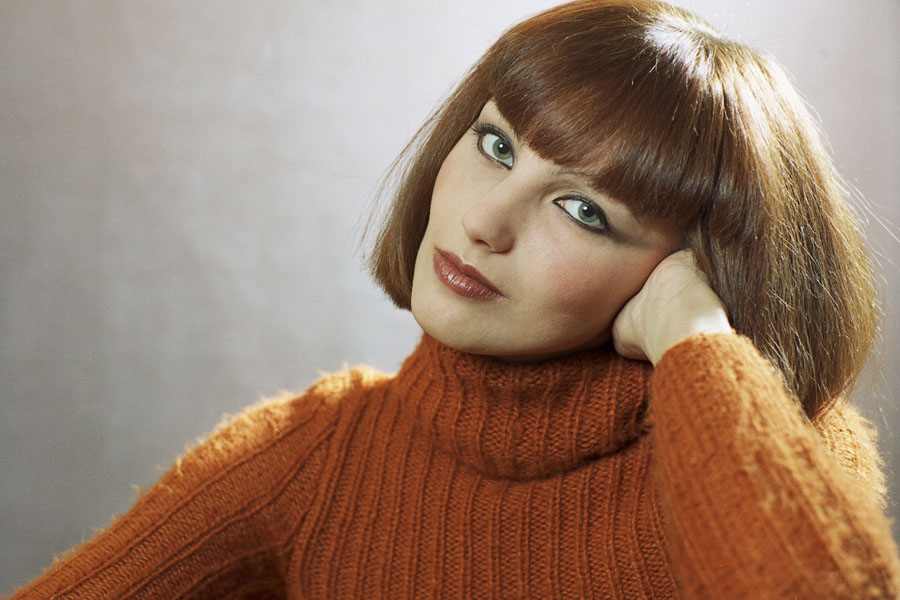
Módos Gábor fényképe

Fotósai között voltak: Tulok András, Tóth József, Lengyel Miklós, Rózsavölgyi Gyöngyi, Módos Gábor, Bara István.

## Magánélete
Magánélete tragédiába torkollott. 20 évesen hozzáment Kustos Lajos építészhez, akit féltékenysége miatt elhagyott, majd összeköltözött Kamarás András grafikussal. 1978-ban ismerkedett össze Szenti György fotóssal, akit azonban – amerikai újságírók szerint a modell édesapja intézte el, hogy megtagadják tőle a magyar vízumot – kitiltottak Magyarországról. Később Lantos Piroska Franciaországban kapott munkát, mert hozzáment egy francia férfihoz, nevét Sarah de Lantosra változtatta. Ettől a férjétől is elvált, aki később megvádolta azzal, hogy Kamarás Andrással kommunista kém volt, de kihallgatása során erre nem találtak bizonyítékot. Szenti ekkor már George L. Senty néven Amerikában élt és dolgozott. 1984 márciusában Lantos kiköltözött hozzá New Yorkba. 1985. január 3-án, a New York-i Tudor City Plazában, Senty apartmanjában találtak rá, barátnője, Gramiss Ágnes és Szenti György holttestével együtt. A bűnügy központjában Lantos Piroska állt.
Az ügyet lezárták, de máig találgatják, mi történhetett valójában. A New York-i rendőrség közömbös volt, a gyilkos ismeretlen, az ügyet lezárták. Szenti György 62 éves volt. "Legvalószínűbb, hogy a fotóst maffia-adósságai miatt lelőtték, és a bérgyilkos nem akart tanúkat."
Ungvári Tamás Az emlékezés enciklopédiája (2010) című könyve alapján. Ungvári Tamás Rekviem egy manekenért (1985) című írásában – és mások is – lehetetlennek tartja: valaki úgy végezzen önmagával, hogy négy golyót repítsen mellébe egy 32-es revolverrel. Volt olyan feltételezés is, hogy Szentit a maffiaadósságai miatt tették el láb alól, és a bérgyilkos nem akart tanúkat.
2018-ban Vass Virág Az örökké rövid története címmel írt könyvet róla. Panni regénye címmel 2013-ban készült Szalóczy Péter könyve a manökenről.

## Könyvek
- 1985. Ungvári Tamás Rekviem egy manekenért címmel.[9]
- 2015.  Szalóczy Péter: Panni regénye[8]
- 2018. Vass Virág Az örökké rövid története
- 2025. Valerie Potier - Egy manöken halálára

## Elismerései
- Nemzetközi Divatfesztivál – Miss maneken 2. helyezett (Hvar, 1976)[1]
- 1977. „Ki lesz az év manekenje” című verseny harmadik helyezett[10]